# Westerdale (Schotland)
Westerdale (Schots-Gaelisch: An Dail Shuas) is een dorp ongeveer 9 kilometer ten zuiden van Halkirk in de Schotse lieutenancy Caithness in het raadsgebied Highland.